# Myrmecium rufum
Myrmecium rufum is een spinnensoort uit de familie van de loopspinnen (Corinnidae).
De wetenschappelijke naam van de soort werd in 1824 gepubliceerd door Latreille.

## Synoniemen
- Myrmecia fulva Walckenaer, 1837
- Myrmecia vertebrata Walckenaer, 1837
- Myrmecia xanthopus C.L. Koch, 1841
- Myrmecium mendax Mello-Leitão, 1924
- Myrmecium itatiaiae Mello-Leitão, 1932